# Party Girl (film, 2014)
Pour les articles homonymes, voir Party Girl.
Pour plus de détails, voir Fiche technique et Distribution.
Party Girl est un film français réalisé par Marie Amachoukeli, Claire Burger et Samuel Theis, et sorti le 27 août 2014.
Il est sélectionné au festival de Cannes 2014 dans la section Un certain regard, dont il est le film d'ouverture. Il y remporte le Prix d'ensemble Un certain regard et reçoit la Caméra d'or du meilleur premier film.

## Synopsis
Angélique, fêtarde et femme de la nuit, a soixante ans mais est toujours entraîneuse dans des cabarets allemands proches de la Moselle. Accrochée à sa cigarette et à l'alcool, elle tente de faire commander des bouteilles de champagne à ses rares clients.

Contre toute attente, Michel, un client régulier, la soixantaine aussi mais déjà à la retraite, tombe amoureux et la demande en mariage. Bien que dans le doute pour cette vie nouvelle, elle accepte sous la pression de ses copines et de ses enfants qui aimeraient la voir se ranger. Pour l'occasion, Michel l'aide à renouer avec ses quatre enfants dont la dernière, Cynthia, qui a été confiée à une famille d'accueil.

## Fiche technique
- Titre : Party Girl

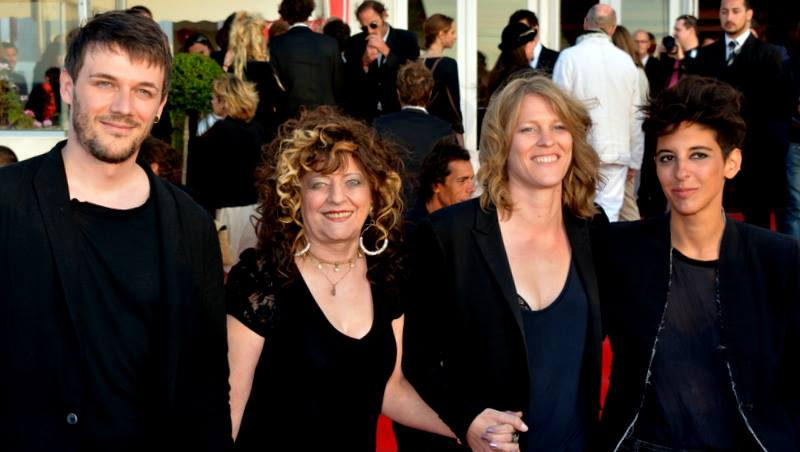
L'équipe du film au festival de Cabourg.

- Réalisation et scénario : Marie Amachoukeli, Claire Burger et Samuel Theis
- Photographie : Julien Poupard
- Production : Denis Carot et Marie Masmonteil
- Sociétés de production : Elzévir Films
- Montage : Frédéric Baillehaiche
- Décors : Nicolas Migot
- 1er assistant réalisateur : Antoine Chevrollier
- Musique : LoW Entertainment : collectif de musiciens comprenant Alexandre Lier, Sylvain Orel et Nicolas Weil
- Durée : 96 minutes
- Genre : drame
- Pays de production :  France
- Langue originale : français
- Dates de sortie :
  - France : 15 mai 2014 (Festival de Cannes 2014)
  - 27 aout 2014 (sortie nationale)

## Distribution
- Angélique Litzenburger : Angélique
- Joseph Bour : Michel Heinrich
- Mario Theis : Mario
- Samuel Theis : Samuel
- Séverine Litzenburger : Séverine
- Cynthia Litzenburger : Cynthia

## Bande originale et musiques additionnelles
1. Party Girl[4] - Chinawoman & LoW Entertainment
2. I'll be your woman - Chinawoman
3. Still Loving You - Scorpions
4. Liebe will mehr - Mike Brant[5] (Version allemande de Laisse-moi t'aimer)
5. C'est si bon - Henri Betti

## Production
Le projet a reçu l'avance sur recettes et a été pré-acheté par Canal+.

## Distinctions

### Récompenses
- Festival de Cannes 2014 :
  - Prix d'ensemble (sélection « Un certain regard »)
  - Caméra d'or
- Festival de Cabourg 2014 : Grand Prix
- Festival Paris Cinéma 2014 : Prix du public
- Prix Jacques-Prévert du scénario 2015, catégorie scénario original, pour Marie Amachoukeli, Claire Burger et Samuel Theis
- Festival d'Odessa 2014 : Prix d'interprétation féminine

### Nominations
- César 2015 :
  - Meilleur premier film
  - Meilleur montage